# トーレ・アグバール

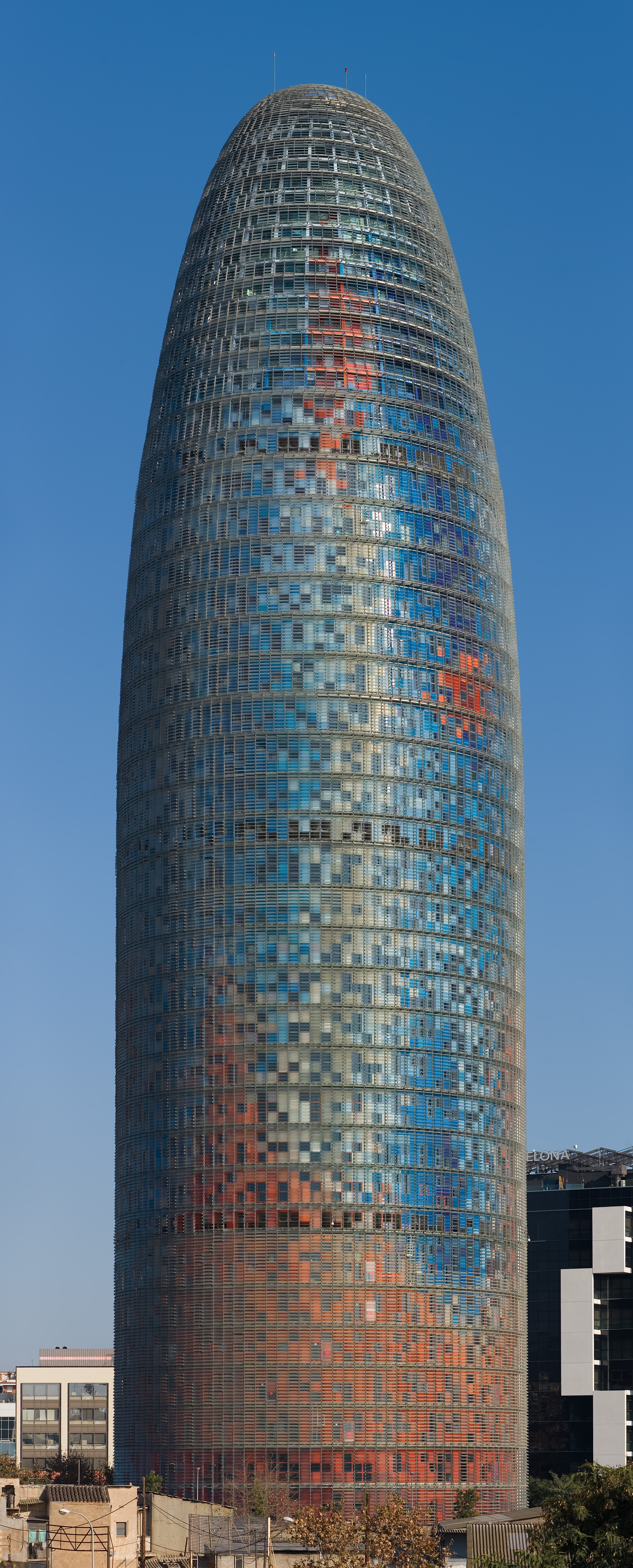
トーレ・アグバール

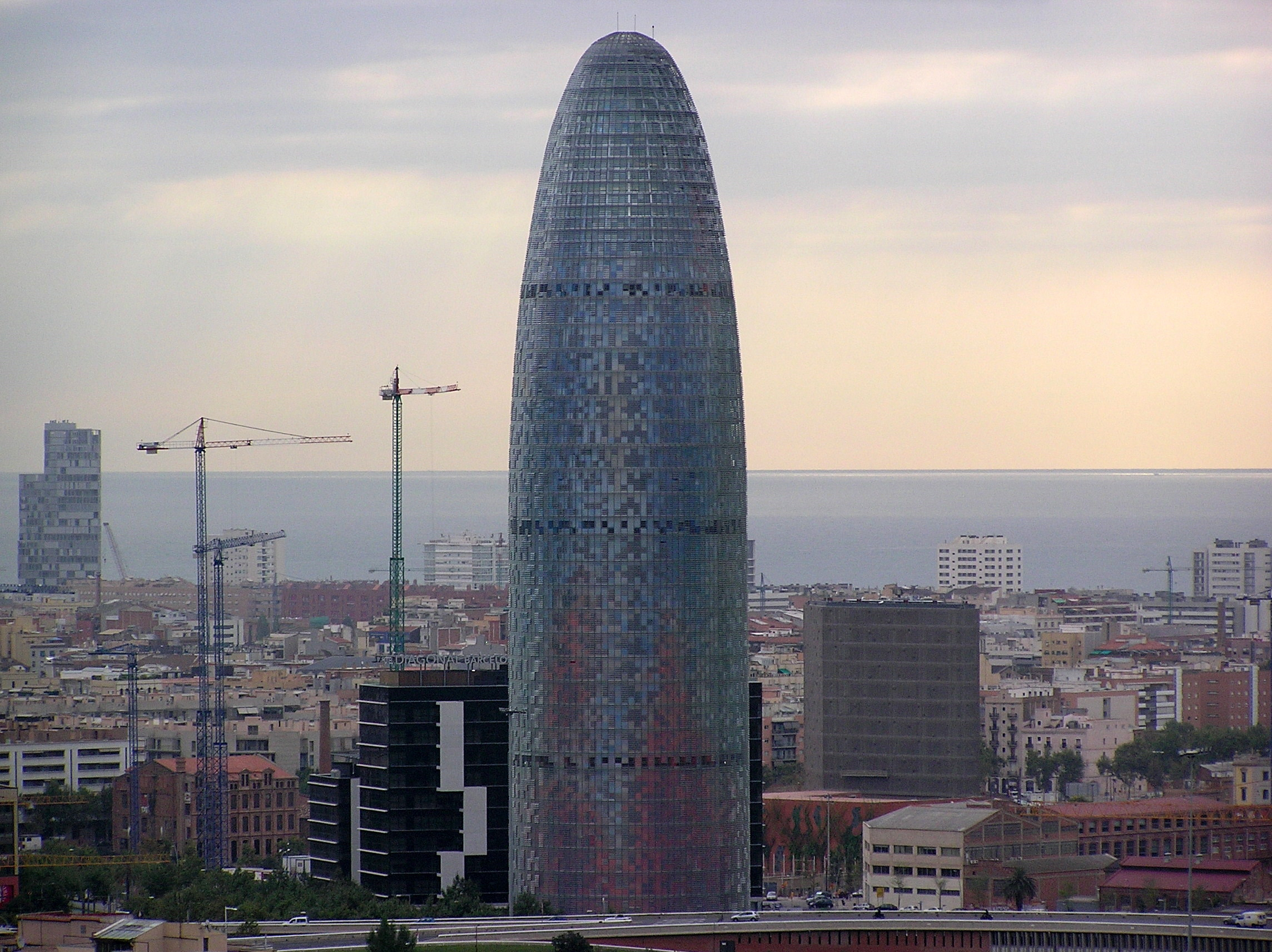
サグラダ・ファミリアから見たトーレ・アグバール

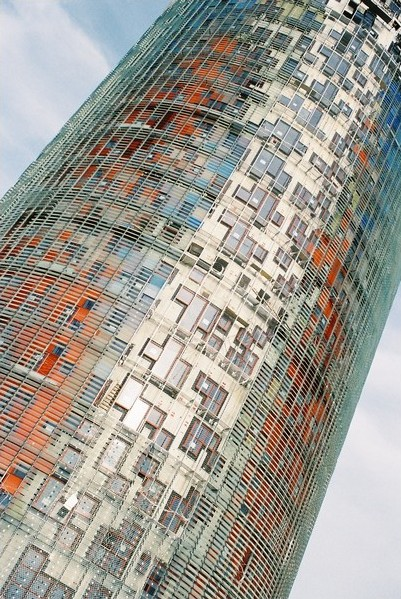
トーレ・アグバールのファサードの細部

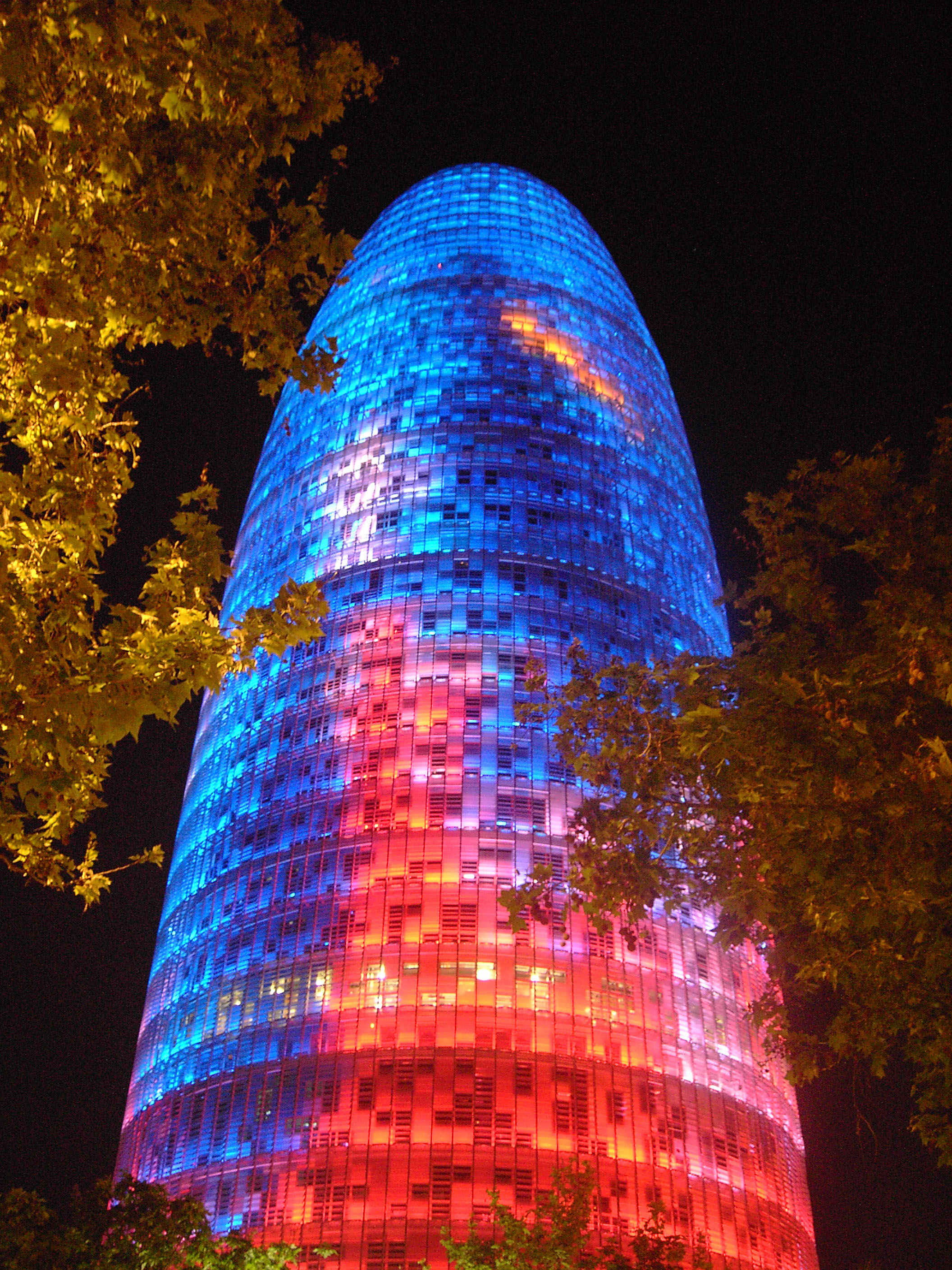
夜間ライトアップされたトーレ・アグバール

トーレ・アグバール (Torre Agbar) はバルセロナのディアゴナル通り、グランヴィア通りとメリディアナ通りの交差点にある超高層ビル。アグバール・タワーともいう。フランスの建築家ジャン・ヌーヴェルが設計した建築物で、バルセロナ水道局（Aguas de Barcelona、アグバール）が所有。2005年6月に完成、9月16日の国王誕生日に落成した。

## 概要
ヌーヴェルによれば、このビルはバルセロナの近郊にある奇岩の山モンセラートの形状と、水道会社ビルであることから噴き上がる水の形をイメージしたという。しかしバルセロナ市民からは男根（ファルス）を思わせると見られ、「坐薬」（el supositori）などのあだ名を付けられている。
高さは144.4m、38階（うち地下階が4階）で、30,000平方mのオフィス、3,210平方mの機械室、8,351平方mのその他用途（オーディトリアムなど）からなる。バルセロナでは3番目に高いビルである（一番高いビルは Arts Hotel と Mapfre Tower の2つ、ともに高さ154m）。
ビルは異なった要素を組み合わせて設計されている。ビル自体は鉄筋コンクリートでできており、ファサードはさまざまなガラスで覆われている。鉄筋コンクリートの壁は4,500箇所のガラス窓で切り抜かれている。このビルの独特な部分は夜間のイルミネーションである。ファサードには4,500個のLED照明装置が設置されており、ガラスのファサード越しに光のイメージが浮かび上がるようになっている。金曜、土休日の21時から24時（冬季は20時から23時）の間は美しくライトアップされている。また外壁には気温センサーが設けられガラス製のブラインドの開閉装置と連動しており、夏は暑い日光を遮り冬は日光を入れて冷暖房エネルギーを最大限節約するようになっている。